# Vulnicura
Vulnicura – ósmy album studyjny islandzkiej artystki Björk. Został on wyprodukowany przez Björk, Arca i The Haxan Cloak, i wydany 20 stycznia 2015 roku przez wytwórnię One Little Indian. Björk powiedziała, że album ten wyraża jej uczucia przed i po jej rozstaniu z artystą Matthew Barneyem.
Vulnicura pierwotnie miała ukazać się w marcu 2015 roku, wraz z książką Björk: Archives, a także wystawą podsumowującą jej dotychczasowy dorobek artystyczny w Muzeum Sztuki Nowoczesnej w Nowym Jorku. Po wycieku całego albumu do Internetu, premiera wydawnictwa odbyła się dwa miesiące wcześniej niż pierwotnie zakładano.

## Lista utworów
Autorką tekstów i muzyki jest Björk, o ile nie zaznaczono inaczej.
| 1. | "Stonemilker"                                  | 6:49  |
|    |                                                |       |
| 2. | "Lionsong"                                     | 6:08  |
|    |                                                |       |
| 3. | "History of Touches"                           | 3:00  |
|    |                                                |       |
| 4. | "Black Lake"                                   | 10:08 |
|    |                                                |       |
| 5. | "Family"                                       | 8:02  |
|    | muzyka: Björk i Arca (właśc. Alejandra Ghersi) |       |
| 6. | "Notget"                                       | 6:26  |
|    | muzyka: Björk i Arca                           |       |
| 7. | "Atom Dance" featuring Antony Hegarty          | 8:09  |
|    |                                                |       |
| 8. | "Mouth Mantra"                                 | 6:09  |
|    | tekst: Oddný Eir Ævarsdóttir                   |       |
| 9. | "Quicksand"                                    | 3:45  |
|    | muzyka: Björk i Spaces (właśc. John Flynn)     |       |
|    |                                                | 58:36 |
|    |                                                |       |